# William Compton (cortigiano)
Sir William Compton (ca. 1482 – 30 giugno 1528) è stato un militare inglese e uno dei cortigiani più importanti durante il regno di Enrico VIII d'Inghilterra.

## Famiglia e infanzia
Compton nacque circa nel 1482, unico figlio ed erede di Edmund Compton e Joan, figlia di Walter Aylworth. William aveva circa undici anni quando suo padre morì nel 1493, anno in cui divenne pupillo di Enrico VII, che lo nominò paggio di Enrico, duca di York. Compton aveva circa nove anni in più del principe, ma i due divennero grandi amici.

## Matrimonio e discendenza
Sposò in primo luogo, prima del 10 maggio 1512, Werburga Brereton, la figlia di Sir john Brereton e Katherine Berkeley, e vedova di Francis Cheyne. I due ebbero almeno un figlio maschio e due femmine, ovvero:
- Peter Compton (1523-1544)[5], il figlio maggiore e l'erede, che aveva sei anni quando suo padre morì e fu posto sotto la tutela del cardinale Thomas Wolsey[1]. Sposò Anne, la figlia di George Talbot, IV conte di Shrewsbury, che gli diede un figlio, Henry, nominato da Elisabetta I Barone Compton. Il figlio di Henry, William, fu nominato Conte di Northampton da Giacomo I.[6]
- Mary Compton (nata nel 1522), alla quale la principessa Maria fece da madrina nel febbraio 1522[7]

Sposò in seconde nozze, intorno al 1525, Elizabeth Stonor, figlia di Sir Walter Stonor, e da lei ebbe almeno un figlio.

## Carriera
Con l'ascesa al trono di Enrico nel 1509, gli fu data la posizione di Groom of the Stool, l'uomo che intratteneva il rapporto più stretto col re. L'incaricato doveva servire il re alla Latrina o al Close stool, ed era anche il responsabile della biancheria e degli abiti, dei gioielli e delle stoviglie del re. Uno dei suoi doveri, secondo la cortigiana Elizabeth Amadas, era quello di procurare donne per il suo monarca e di organizzare incontri amorosi con loro nella sua casa a Londra, in Thames Street. Compton era anche Luogotenente di diversi manieri reali.
Compton fu nominato cavaliere il 25 Settembre 1513 a Tournai, in seguito alla Battaglia di Guinegatte (1513). Nel 1521 fu presente all'incontro tra Enrico VIII e Francesco I al Campo del Drappo d'Oro e a Gravelines per il colloquio del re con Carlo V. Compton prestò servizio sui confini scozzesi sotto il conte di Surrey nel 1523, e questa sembra essere stata l'unica volta in cui stette lontano dalla corte. Si pensava che il suo rivale Thomas Wolsey avesse escogitato che venisse mandato via, sperando così di diminuire l'influenza che aveva sul re.
Sebbene non fosse un politico, Compton alla fine acquisì una notevole influenza su Enrico quando si trattò di concedere terre e favori per arrivare a esser parte dell'aristocrazia, e fece fortuna lui stesso. Gli incarichi che ricoprì includevano:
- Groom of the Bedchamber
- Gentleman of the Bedchamber
- Capo Ranger del Windsor Great Park
- Groom of the Stool
- Connestabile del Castello di Gloucester
- Connestabile del Castello di Sudeley
- Connestabile del Castello di Warwick
- Lord cancelliere di Irlanda
- Black Rod
- Sceriffo dell'Hampshire
- Sceriffo del Somerset e del Dorsetshire
- Alto sceriffo del Worcestershire
- Sotto-tesoriere dello Scacchiere

## Anne Stafford
Nel 1510, Compton fu coinvolto in una lite pubblica con Edward Stafford, terzo duca di Buckingham, a causa della relazione di Enrico con la sorella sposata del duca, Lady Anne Hastings. Intorno al 1519, Compton si legò alla stessa Anne. Nel 1521, Enrico mandò Compton ad arrestare il fratello di Anne, il duca di Buckingham, che fu poi giustiziato per tradimento.

## Morte
Nel suo testamento, datato 8 marzo 1523, Compton prese delle disposizioni per Lady Hastings, la sua prima moglie, Werburga e i suoi figli. Il suo testamento fu redatto mentre la moglie era ancora in vita e non fu aggiornato per provvedere alla sua seconda moglie, Elisabetta, che aspettava un figlio al momento della sua morte. Morì il 30 giugno 1528 per la malattia del sudore, che uccise diversi cortigiani tra cui il cognato di Anna Bolena, William Carey. Fu sepolto nella cappella di Compton Wynyates. Compton è raffigurato in vetrate nella cappella di Compton Wynyates e al Balliol College di Oxford.
La sua vedova, Elizabeth, stava ancora tentando di reclamare la sua eredità al momento del suo secondo matrimonio con Walter Walshe, un paggio della camera privata nel novembre 1529, e la questione non era ancora stata risolta nel giugno 1538, quando suo padre scrisse a Thomas Cromwell per conto di sua figlia: "Entrambi desideriamo il favore di Vostra Signoria nelle sue cause, altrimenti è probabile che venga danneggiata".

## Rappresentazioni
Un William Compton romanzato è stato interpretato da Kris Holden-Ried nel 2007 nella serie televisiva Showtime The Tudors, liberamente ispirata al regno di Enrico VIII. È stato interpretato da Luke Mullins nel 2019 nella serie televisiva Starz The Spanish Princess, liberamente ispirata alla vita di Caterina d'Aragona.